# 세계의 눈
《세계의 눈》은 2013년 8월 27일부터 2019년 3월 30일까지 EBS 1TV에서 방송되고 있는 종합 다큐멘터리 프로그램이자 교양 프로그램이다. 주로 과학, 역사, 식물, 자연, 동물, 지리 등에 관한 소재를 다루며 같은 동물 다큐멘터리 프로그램인 동물의 왕국, 동물의 세계와 동시간대에 방송되었고 2015년 EBS 다채널 편성에 따라 EBS 1TV로 편성되었다.

## 방송 시간
| 방송 채널 | 방송 기간                         | 방송 시간                                                            |
| --------- | --------------------------------- | -------------------------------------------------------------------- |
| EBS 1TV   | 2013년 8월 27일 ~ 2014년 2월 19일 | 매주 화요일 ~ 수요일 밤 11:15 ~ 12:05 (50분)                         |
| EBS 1TV   | 2014년 3월 1일 ~ 2017년 2월 26일  | 매주 주말 낮 4:45 ~ 5:35 (50분)                                      |
| EBS 1TV   | 2017년 3월 5일 ~ 2018년 2월 25일  | 매주 일요일 낮 4:45 ~ 5:35 (50분)                                    |
| EBS 1TV   | 2018년 2월 28일 ~ 2018년 8월 22일 | 매주 수요일 밤 12:50 ~ 1:40 (50분)                                   |
| EBS 1TV   | 2018년 8월 29일 ~ 2019년 3월 30일 | 매주 수요일 밤 12:50 ~ 1:40 (50분) 매주 토요일 밤 3:30 ~ 4:20 (50분) |

## 같이 보기
- 동물의 왕국
- 동물의 세계